# Ceriagrion olivaceum
Ceriagrion olivaceum е вид водно конче от семейство Coenagrionidae. Видът не е застрашен от изчезване.

## Разпространение
Разпространен е в Бангладеш, Виетнам, Индия (Андхра Прадеш, Аруначал Прадеш, Асам, Западна Бенгалия, Карнатака, Керала, Мадхя Прадеш, Манипур, Махаращра, Мегхалая, Мизорам, Ориса, Тамил Наду, Трипура и Чхатисгарх), Камбоджа, Лаос, Малайзия, Мианмар, Непал и Тайланд.